# مانا آشیدا
مانا آشیدا (انگلیسی: Mana Ashida؛ زادهٔ ۲۳ ژوئن ۲۰۰۴) هنرپیشه، تارنتو و خواننده اهل کشور ژاپن است. او به گفتهٔ خودش، در هر ماه حدود ۶۰ کتاب را مطالعه می‌کند.
از فیلم‌هایی که وی در آن نقش داشته است می‌توان به اعترافات و حاشیه اقیانوس آرام اشاره کرد.